# Seconde guerre médique
Cet article court présente un sujet plus développé dans : Guerres médiques.
Guerres médiques
Batailles
Bataille des Thermopyles
Bataille de l'Artémision
Bataille de Salamine
Bataille de Platées
Bataille du cap Mycale
La seconde guerre médique désigne la seconde invasion perse de la Grèce en 480-479 av. J.-C. pendant les guerres médiques, alors que le roi Xerxès Ier cherche à conquérir toute la Grèce.
Il y a plusieurs batailles durant la seconde guerre médique : 
- La bataille de l'Artémision  qui est une bataille navale gagnée par les Perses et les Grecs ;
- La bataille des Thermopyles qui est une bataille terrestre remportée par les Perses.
- La bataille de Salamine qui est la dernière bataille décisive terminant la seconde invasion des Perses.

L'invasion est une réponse directe, quoique tardive, à la défaite de la première guerre médique (492-490 av. J.-C.) à la bataille de Marathon, qui met fin aux tentatives de Darius Ier de soumettre la Grèce. Après la mort de Darius, son fils Xerxès passe plusieurs années à planifier la seconde invasion, rassemblant une énorme armée terrestre et marine. Les Athéniens et les Spartiates mènent la résistance grecque. Environ un dixième des cités-états grecques rejoint l'effort « allié » tandis que la plupart restent neutres ou soumises à Xerxès.

## Source
- Les belles lettres : Hérodote. Histoire. Tome VII : Polymnie